# Bleue Cove
Die Bleue Cove (französisch Anse Bleue ‚Blaue Baucht‘) ist eine Bucht an der Küste des ostantarktischen Adélielands. Sie liegt unmittelbar östlich des Kap Margerie.
Die Kartierung und deskriptive Benennung geht auf französische Wissenschaftler im Jahr 1950 zurück. Das Advisory Committee on Antarctic Names übertrug 1962 die Benennung ins Englische.